# سپیده شمالی (رمان)
کتاب سپیدهٔ شمالی بخش اول یک مجموعه سه‌گانه کتاب‌های داستانی تخیلی به نام نیروی اهریمنی‌اش (به انگلیسی: His Dark Materials)است که توسط فیلیپ پولمن نوشته شده‌است. این کتاب در آمریکا با نام قطب‌نمای طلایی (به انگلیسی: The Golden Compass) شناخته می‌شود.

## خلاصه داستان
لایرا بلاکوا دختری ده-یازده ساله‌است که عمویش، لرد عزریل قیمومیت او را به عهده دارد. لایرا فکر می‌کند پدر و مادرش در یک سانحهٔ هوایی کشته شده اند؛ در حالی که این طور نیست. شفن‌ها بچه‌ها و از جمله دوست لایرا، راجر را می‌دزدند و او با کمک کولی‌ها برای آزاد کردن آنها به شمال می‌روند و طی اتفاقاتی لایرا می‌فهمد خانم کولتر، یکی از اعضای شورای فراگیر نذورات که او را برای مدتی بزرگ کرده بود مادرش و لرد عزریل پدرش است....